# Adalberto di Egmond
Adalberto di Egmond (Northumbria, ... – Egmond, 740) è stato uno dei compagni di san Villibrordo nel predicare il vangelo in Olanda e Frisia; è venerato come santo dalla Chiesa cattolica.

## Biografia
Conosciamo pochi fatti relativi alla vita di Adalberto. Si dice che sia nato in Northumbria, membro della famiglia reale nordumbrica. 
Secondo alcune fonti, è stato prima monaco nel monastero irlandese di Rath Melsigi e ha studiato in Irlanda con Egberto.
Poi verso il 690 è andato ad assistere Villibrordo (che era stato anche a Rath Melsigi) nella missione in Frisia. Fu fatto arcidiacono della chiesa di Utrecht di recente fondazione; sottoscrisse, con altri abati, un diploma di Pipino a Villibrordo nel 714.
Morì a Egmond verso il 740.

## Culto

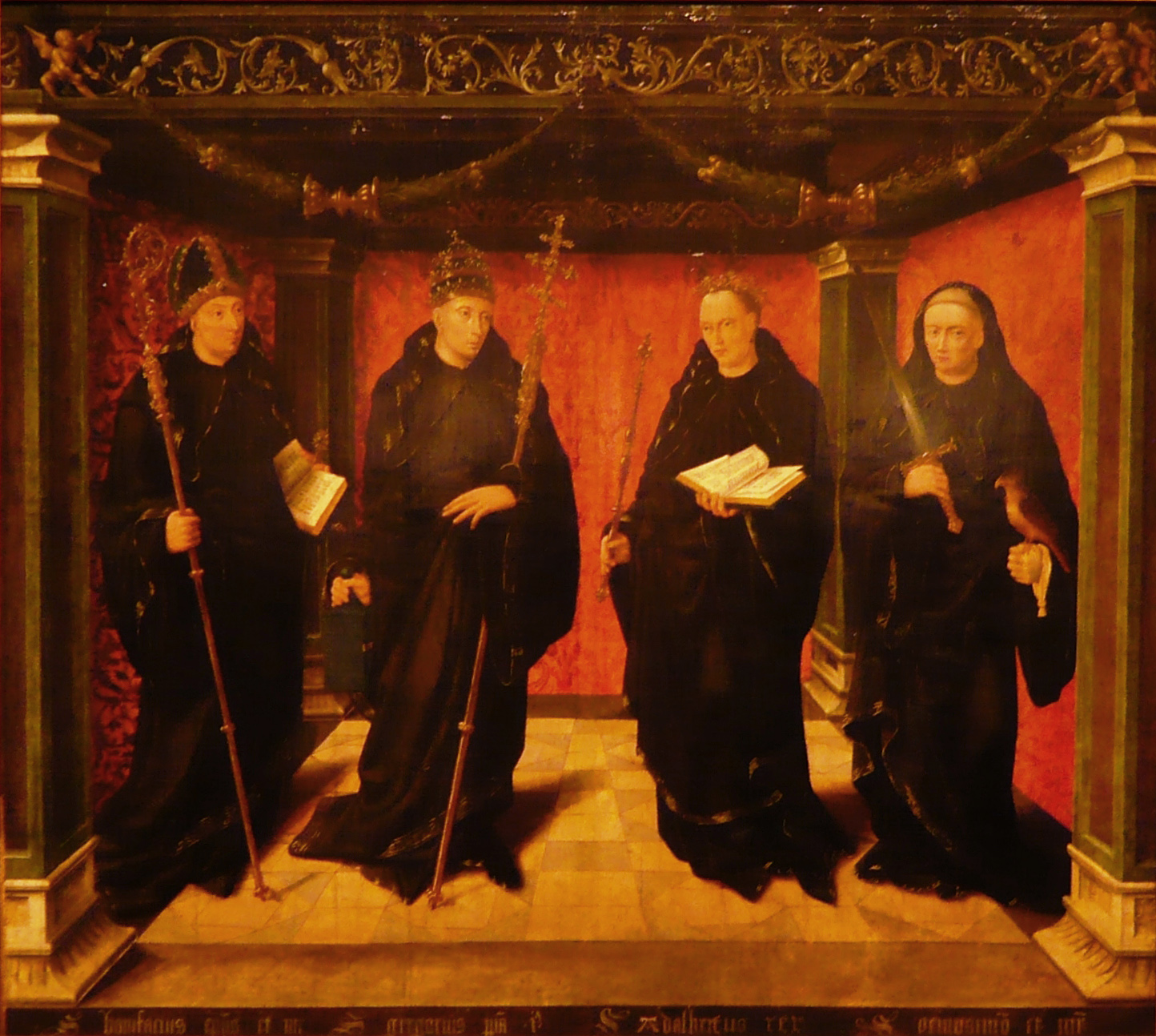
I santi Bonifacio, Gregorio Magno papa, Adalberto e Gerone (1530 ca). Frans Hals museum, Haarlem (Paesi Bassi).

Nel luogo dove era stato sepolto furono riportati miracoli e sulla sua tomba fu costruita una chiesa.
Le reliquie di Adalberto, racchiuse in una artistica cassa da Teodorico I, conte d'Olanda, furono traslate per la venerazione in un monastero che portava il suo nome fondato nel 923 dal conte Teodorico II. Dopo la Riforma e la distruzione dell'abbazia (1573), i resti ritrovati furono conservati a Haarlem. Il culto è stato ripristinato quando le reliquie sono state restituite alla chiesa parrocchiale di Egmond nel 1890. Il teschio del santo, restaurato accuratamente, è anche conservato sotto l'altare maggiore.
La sua festa è il 25 giugno. 
(Martirologio Romano)